# Guiglia
Guiglia is een gemeente in de Italiaanse provincie Modena (regio Emilia-Romagna) en telt 4017 inwoners (31-12-2004). De oppervlakte bedraagt 49,0 km², de bevolkingsdichtheid is 78 inwoners per km².
De volgende frazioni maken deel uit van de gemeente: Rocca Malatina, Samone, Monteorsello, Castellino, Gainazzo, Pieve di Trebbio, Rocchetta.

## Demografie
Guiglia telt ongeveer 1737 huishoudens. Het aantal inwoners steeg in de periode 1991-2001 met 26,4% volgens cijfers uit de tienjaarlijkse volkstellingen van ISTAT.
| Jaar | Inwoneraantal |
| ---- | ------------- |
| 1991 | 2958          |
| 2001 | 3739          |

## Geografie
De gemeente ligt op ongeveer 490 m boven zeeniveau.
Guiglia grenst aan de volgende gemeenten: Marano sul Panaro, Pavullo nel Frignano, Savignano sul Panaro, Valsamoggia (BO) en Zocca.